# Puerto Serviez
Puerto Serviez es un centro poblado colombiano perteneciente al Corregimiento Vasconia del municipio de Puerto Boyacá. Ubicado a orillas del rio Magdalena, frente al centros poblados La Sierra y cabecera municipal de Puerto Nare (ambos en localizado en Antioquia) los cuales son influenciados por las actividades de este.

## Historia
Este se remontan a 1936, cuando un grupo de colonos liderados funda este centro poblado cerca a la angostura del Nare.
En la década de 1940, la llegada de la Texas Petroleum Company marcó un hito en su historia, impulsando su economía con la explotación petrolera. 

## División corregimental
El Corregimiento Vasconia, tiene bajo su jurisdicción los centros poblados: 
Cruce El Chaparro, Cruce Palagua, El Ermitaño, Muelle Velásquez, Palagua, Puerto Niño y Puerto Serviez (Cabecera).
Además, de las veredas: Calderón, Ermitaño, La Palagua y Pto. Niño.